# فرودگاه گادز لیک
فرودگاه گادز لیک (به انگلیسی: Gods Lake Airport) یک فرودگاه همگانی است که یک باند فرود شن و ماسه دارد و طول باند آن ۷۶۲ متر است. این فرودگاه در کشور کانادا قرار دارد و در ارتفاع ۱۸۴ متری از سطح دریا واقع شده‌است.